# Palais Mamming Museum

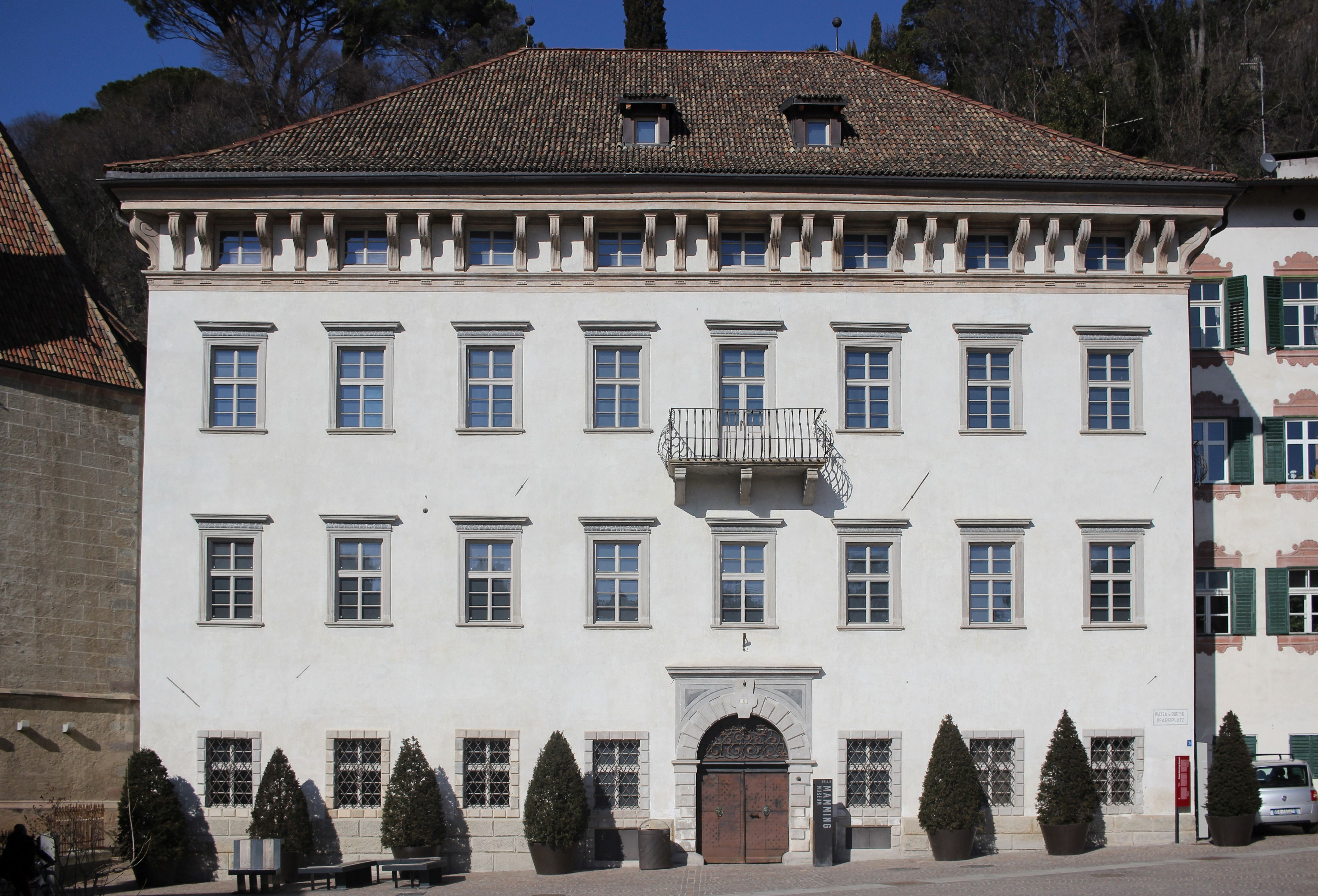
Palais Mamming Museum

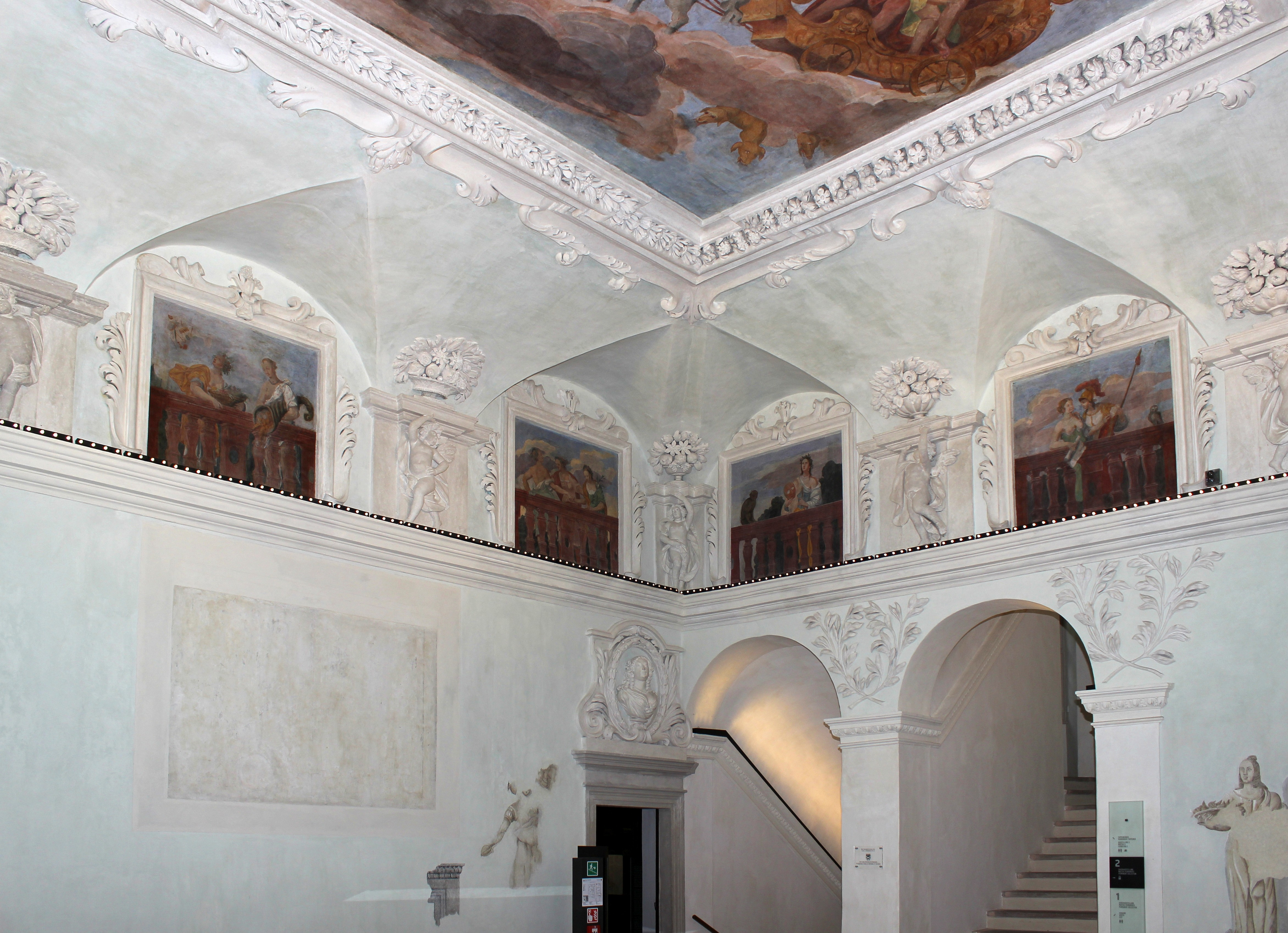
Ehrensaal

Palais Mamming Museum ist das im April 2015 eröffnete Stadtmuseum von Meran in Südtirol. Das Gebäude steht seit 1951 unter Denkmalschutz.

## Geschichte
Das Palais Mamming ist ein Barockpalais, das 1675 oder kurz danach von Karl Delai für die Freiherren von Mamming erbaut wurde. Die seit dem frühen 14. Jahrhundert im Meran ansässige Kaufmannsfamilie gehörte zu den reichsten und einflussreichsten Adelsgeschlechtern des Burggrafenamtes. 1672 wurde die Familie in den Freiherren- sowie 1695 in den Grafenstand erhoben. Der ursprüngliche Name des Ansitzes war Steinachheim, seit dem 19. Jahrhundert ist auch Palais Desfours gebräuchlich. Aus finanziellen Aspekten musste Franz Graf von Mamming das Palais in den 1830er Jahren verkaufen. 1844 erwarb Adelheid Gräfin von Desfours das Anwesen.
1899 wurde der Meraner Museumsverein gegründet, 1900 wurde im Glallhäusl (heute Winterpromenade) das dazugehörige Museum eröffnet. Erster Direktor war der Arzt Franz Innerhofer, der einen Großteil seines Vermögens in das Museum investierte. Wegen Platzmangels wurde der Sitz 1911 zur Jahnstraße (heute Galileistraße 43) verlegt. Ab 1998 wurde ein kleiner Teil der Ausstellung im „Roten Adler“ am Rennweg gezeigt. 1991 kaufte die Gemeinde das Palais Mamming, um darin nach der Renovierung das Stadtmuseum unterzubringen.

## Museum
Das Museum besitzt etwa 100.000 Objekte, dazu kommt eine Tirolensien-Sammlung mit 30.000 Bänden. Die Dauerausstellung präsentiert in 27 Abteilungen Aspekte der Meraner und Tiroler Geschichte, von der Urgeschichte bis zur modernen Kunst mit Werken von Friedrich Wasmann und Leo Putz. Durch Schenkungen von Bürgern und Kurgästen gelangte das Museum auch in Besitz von Kuriositäten, so werden unter anderem eine ägyptische Mumie, eine sudanesische Waffensammlung aus dem Vorlass von Slatin Pascha und eine Totenmaske Napoleons gezeigt.

## Galerie

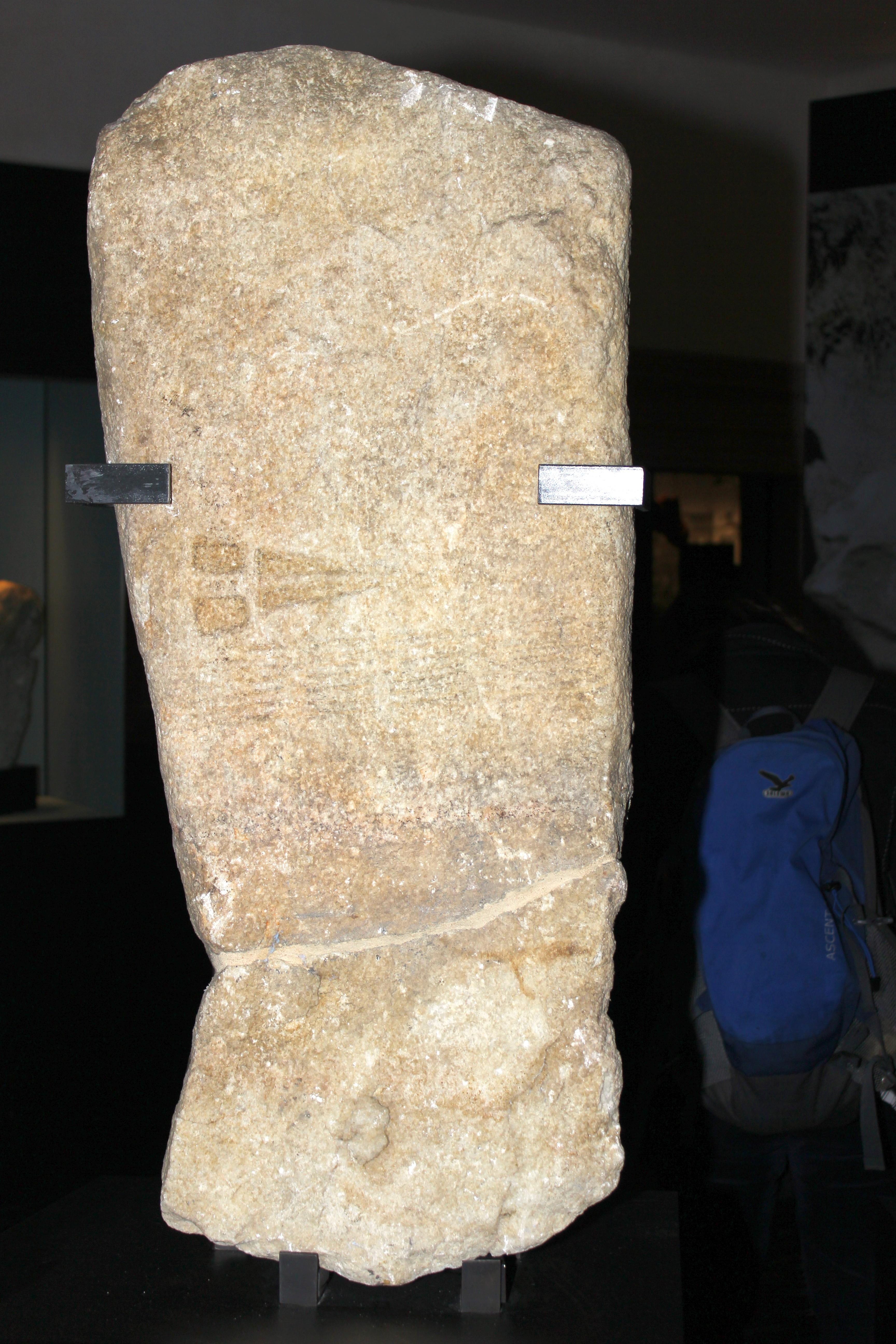
Figurenmenhir von Algund, 1942 ausgegraben, s. Algunder Menhire
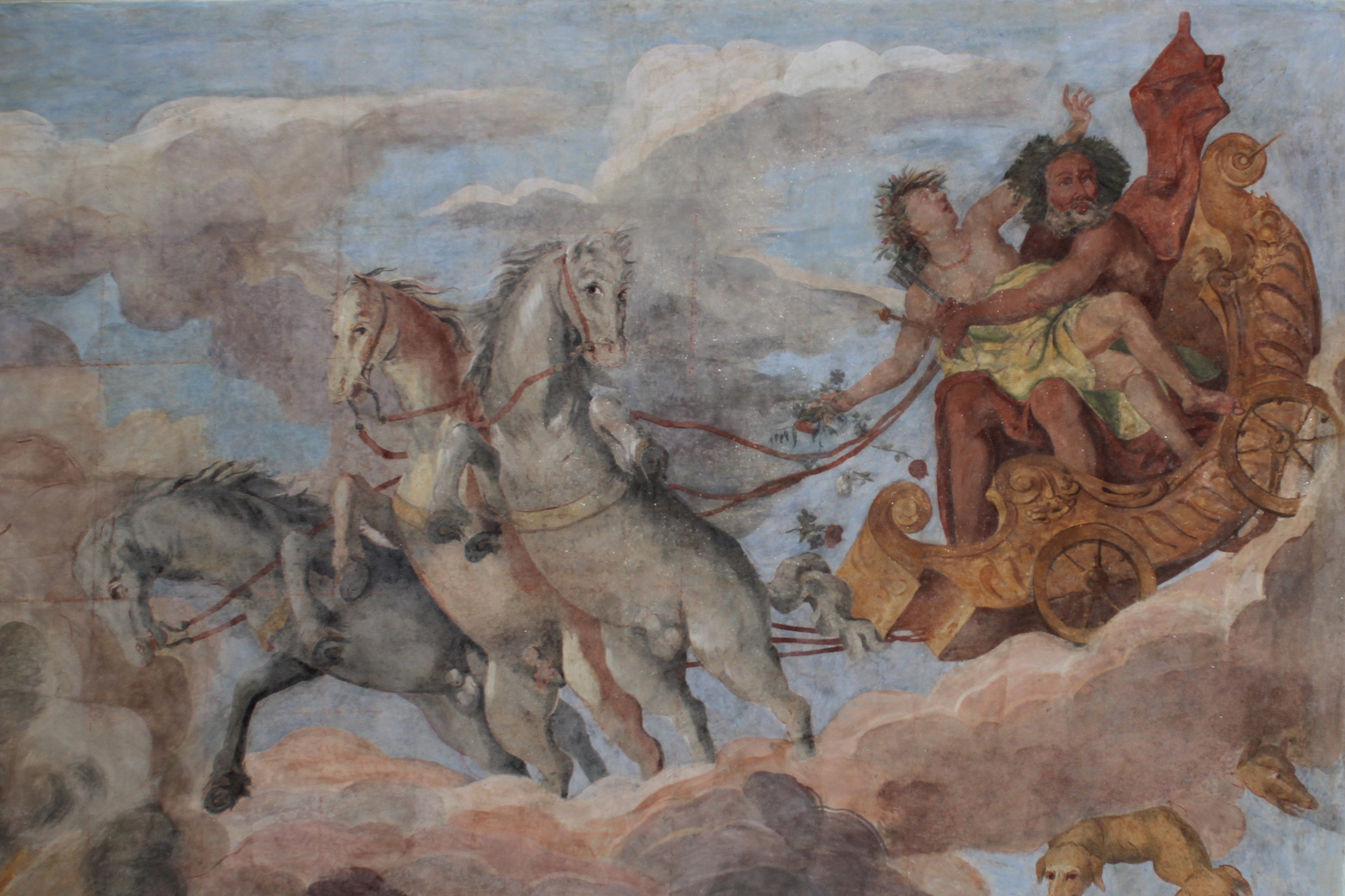
Deckenfresko, Raub der Proserpina, um 1690
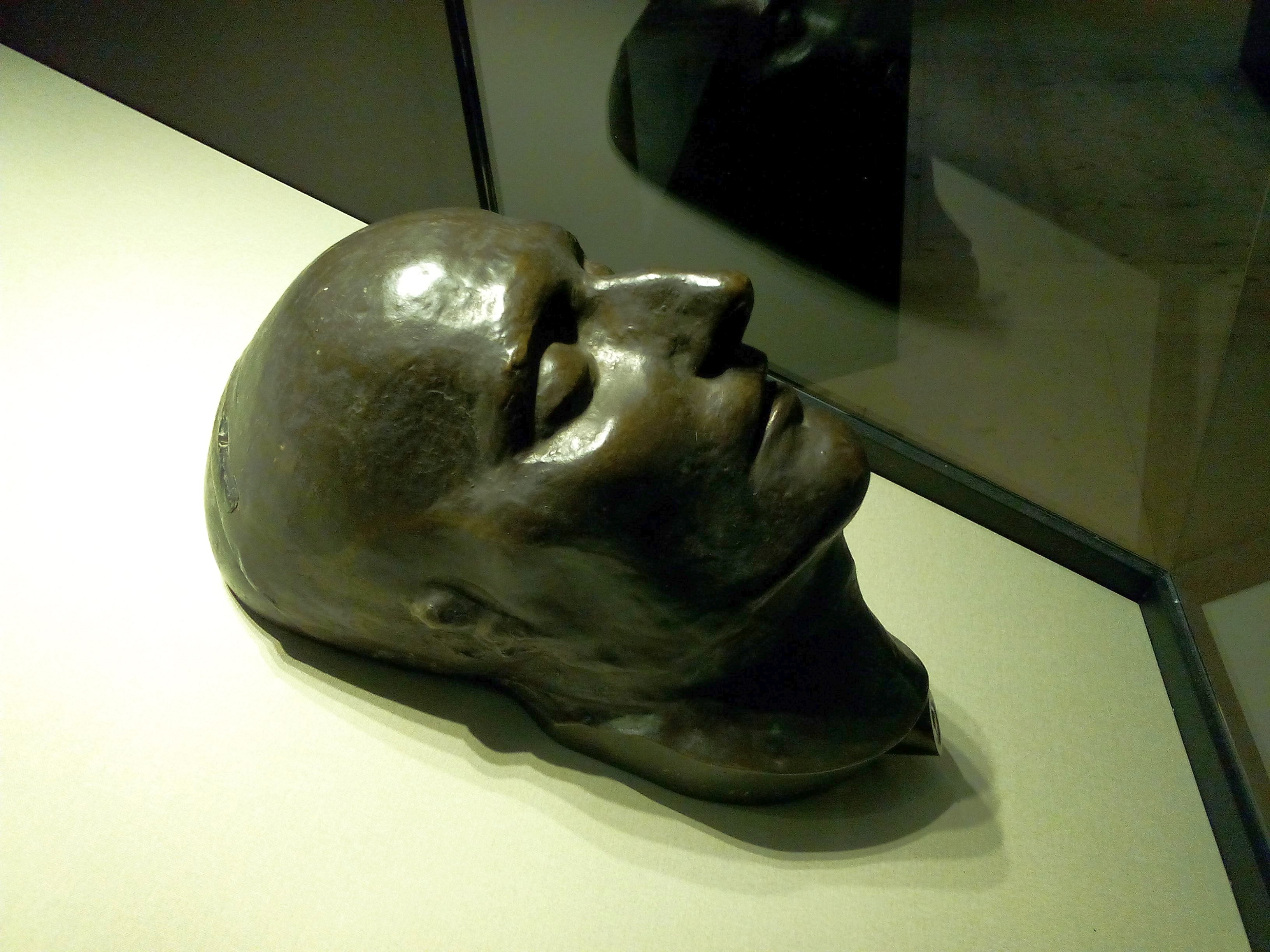
Totenmaske Napoleon
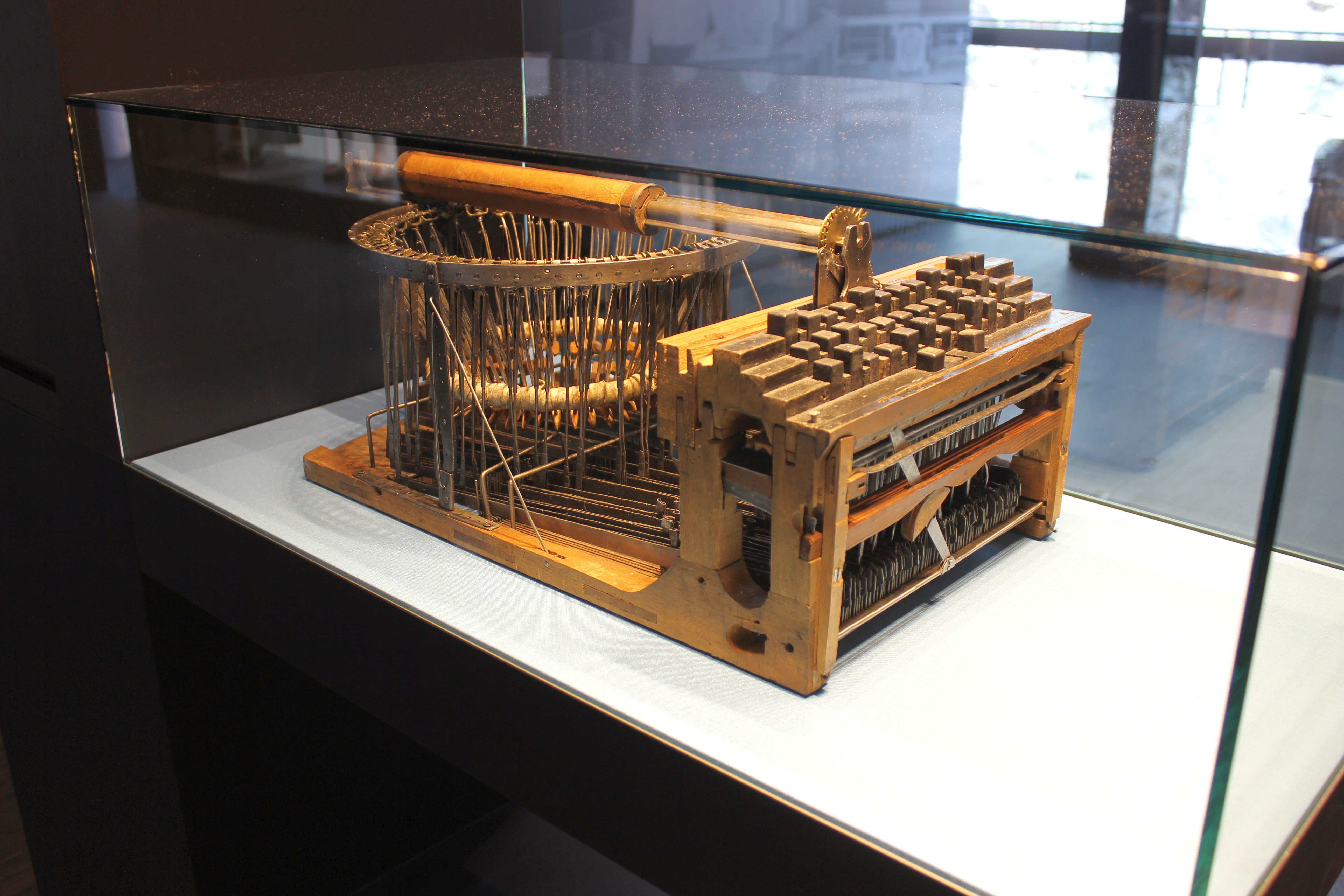
Schreibmaschine Peter Mitterhofers, Modell Meran von 1866